# 九秒九
〈九秒九〉是香港歌手容祖兒的一首歌曲。該歌曲由湯令山（Gareth.T）、范梓謙（Teddy Fan）作曲及編曲，黃偉文作詞，並由舒文、湯令山、范梓謙共同製作。該歌曲作為單曲由英皇娛樂於2024年4月29日發行，為繼〈東京人壽〉之後的個人第二首五台冠軍歌。

## 背景與發行
2024年3月5日，容祖兒於香港K11 MUSEA出席「Gucci Ancora 2024」春夏系列慶祝活動，接受傳媒訪問時透露已經為新專輯錄製了三至四首新歌，並表示希望在4月派台全新單曲。同年3月14日，容祖兒同曾參與其2023年演唱會「ANOTHER SIDE …… JOEY · MY SECRET · LIVE」的香港音樂人范梓謙於Instagram共同發布一段翻唱視頻，合作演繹香港創作男歌手湯令山於2023年11月發行之單曲〈緊急聯絡人〉。同年4月8日，容祖兒於Instagram發布一組由湯令山拍攝的MV花絮照，引發歌迷關於合作新歌的猜測。同年4月24日，容祖兒現身香港商業電台爲新歌展開宣傳工作，預告新歌〈九秒九〉將於4月29日於《叱咤樂壇》節目首播。同年4月27日与28日，容祖兒於Instagram等社交媒體發布兩段MV預告片，預告MV將同單曲於電台首播一小時後同步上架。同年4月28日，黃偉文在出發旅行前於倫敦希思羅機場於Instagram表示自己「九秒九衝去機場」，證實填詞人身份猜測。

## 創作與錄製
容祖兒於電台訪問時表示，對於每個階段的樂壇都有自己很欣賞的音樂人，而湯令山即是今次新專輯首個想合作的音樂人。新歌故事延續〈緊急聯絡人〉的想法由填詞人黃偉文提出，〈緊急聯絡人〉講述了一段沒有開花結果的愛情故事，主角思考著如果在意外中不幸喪生，會否因為緊急聯絡人的設定而最後一次打擾曾經的戀人，而〈九秒九〉則由女方角度呈現出接到異地來電後如何徬徨焦躁地準備這次特急行程。該歌曲電台首播前夕，黃偉文於Instagram分享創作心得，表示〈九秒九〉是〈緊急聯絡人〉的故事延續。
|                        | 上一首歌，他是千千萬萬個不肯更改緊急聯絡人的長情死硬派，之一。 這一首歌，她則是千千萬萬個「故事的另一端」，之一。 不一定是同一條綫同一個故事。 正如你和我，都有自己念念不忘的emergency contact，也可能是另一個人（或者幾個？）耿耿於懷拒絕刪除的open ending…… |
| ——黃偉文 Instagram[13] | |
容祖兒接受《叱咤樂壇》訪問時表示已經為新專輯錄製五至六首歌，其中先前錄製的另外兩首亦為填詞人黃偉文作品，但黃偉文認為並不適合作為首波主打推出。作曲人湯令山亦做客電台節目透露，他曾於觀看「ANOTHER SIDE …… JOEY · MY SECRET · LIVE」演唱會後交給容祖兒一首舞台劇風格的新歌demo，但感到並不滿意，隨後於2024年2月重新創作風格迥異的〈九秒九〉，容祖兒随即於同年3月完成錄製。

## 音樂錄影帶
2024年4月27日與28日，容祖兒發布歌曲〈九秒九〉的兩段MV預告片，並透露MV將同單曲於《叱咤樂壇》電台首播一小時後同步上架。MV由黃偉文建議採用長鏡頭（一鏡到底）的拍攝手法，首次合作MV導演Maggie Leung，並邀請舞台劇演員、風車草劇團創辦人之一的邵美君作為「演技指導」，作曲人湯令山客串扮演的士司機。在5分鐘的MV中，女主角收到異國醫院通知，當時她正在家中煲湯煮飯。一接到電話得知舊情人出事，她匆忙在5分鐘內換衣服、收拾行李、訂機票，匆忙趕出門去跨洋尋找對方，更擔心自己是否會隨時要面對對方的最後一面。容祖兒於新歌發布當晚的Instagram直播中透露，一共通過一鏡到底的方式拍攝了5到6次方才成功。同年4月30日，容祖兒於官方YouTube頻道發布MV幕後花絮。

## 現場表演
2024年6月27日，容祖兒同MIRROR成員呂爵安做客ChillGOOD TV音樂節目《Music Panda》，演唱〈九秒九〉、〈東京人壽〉等多首原作及翻唱歌曲。2024年6月29日，容祖兒壓軸登場「One Love Asia Festival」首屆香港音樂節，演唱〈九秒九〉等七首歌曲。2024年7月13日，容祖兒於澳門新濠影滙綜藝館展開專場駐唱「Eternity 容祖兒演唱會」第二季（2024年7月至8月，持續六個週末，共12場），〈九秒九〉爲固定表演曲目。

## 獎項
2025年1月1日，歌曲〈九秒九〉獲得2024年度叱咤樂壇流行榜頒獎典禮專業推介叱咤十大第三位，成為第一個90年代、2000年代、2010年代、2020年代均在叱咤頒獎禮上獲得獎項的女歌手。

## 曲目
| 曲序     | 曲目           |          | 作曲          | 编曲          | 製作人             | 时长 |
| -------- | -------------- | -------- | ------------- | ------------- | ------------------ | ---- |
| 1.       | 九秒九（9.9s） | 黃偉文   | 湯令山 范梓謙 | 湯令山 范梓謙 | 舒文 湯令山 范梓謙 | 4:01 |
| 总时长： | 总时长：       | 总时长： | 总时长：      | 总时长：      | 总时长：           | 4:01 |

## 幕後人員
- 貝斯演奏：Ho Chun Kit
- 結他演奏：范梓謙
- 鍵盤演奏 & 編曲：湯令山
- 和聲：容祖兒
- 弦樂編寫：湯令山、Gabriel de Leon
- 小提琴演奏：Leslie Moonsun Ryang
- 第二小提琴演奏：Gallant Ho
- 中提琴演奏：湯令山
- 大提琴演奏：Kwan Tan An Anna
- 錄音師：Kim Lee、舒文
- 混音工程師：Brian Paturalski

## 發行歷史
| 地區 | 日期          | 格式              | 分銷商   |
| ---- | ------------- | ----------------- | -------- |
| 全球 | 2024年4月29日 | 數位下載 串流媒體 | 英皇娛樂 |

## 派台榜單成績
| 週數 | 香港                         | 香港                          | 香港                  | 香港         | 香港                   |
| 週數 | 商業電台 叱咤903 903專業推介 | 香港電台第二台 中文歌曲龍虎榜 | 新城知訊台 勁爆流行榜 | TVB 勁歌金榜 | ViuTV Chill Club推介榜 |
| 週數 | 名次                         | 名次                          | 名次                  | 名次         | 名次                   |
| ---- | ---------------------------- | ----------------------------- | --------------------- | ------------ | ---------------------- |
| 18   | 18                           | -                             | -                     | -            | -                      |
| 19   | 3                            | 16                            | 11                    | -            | -                      |
| 20   | 3                            | 11                            | 8                     | 13           | -                      |
| 21   | 4                            | 1                             | 5                     | 12           | -                      |
| 22   | 11                           | 4                             | 4                     | 8            | 8                      |
| 23   | 9                            | 5                             | 1                     | 1            | 2                      |
| 24   | 5                            | 7                             | -                     | -            | 6                      |
| 25   | 5                            | -                             | -                     | -            | 3                      |
| 26   | 6                            | -                             | -                     | -            | 2                      |
| 27   | 1                            | -                             | -                     | -            | 1                      |